# Heliconius anderida
Heliconius anderida är en fjärilsart som beskrevs av William Chapman Hewitson 1852. Heliconius anderida ingår i släktet Heliconius och familjen praktfjärilar. Inga underarter finns listade i Catalogue of Life.